# Diana Vaisman
Diana Vaisman (Minsk, 23 de julio de 1998) es una velocista israelí de origen bielorruso especializada en carreras de 60 y 100 metros lisos y de relevos 4 x 100 metros. Es poseedora de varios récord nacionales de Israel en los 100 metros. Consiguió un tiempo de 11,38 segundos en julio de 2018, con 19 años, en el Campeonato de Atletismo de Israel, rompiendo el récord que estableció Esther Roth-Shahamorov en Múnich 1972. En julio de 2019 rebajaba su marca hasta los 11,27 segundos, mejorando la marca nacional israelí.

## Carrera
Nacida en Minsk (Bielorrusia) en julio de 1998, emigró con su familia a Israel cuando tenía dos años. Ha residido en Ashkelon. En 2018 interrumpió su carrera deportiva para realizar el servicio militar obligatorio. Desde sus comienzos deportivos, su club ha sido el Maccabi Rishon LeZion.
En 2013 participó en el Festival Olímpico de la Juventud Europea celebrado en Utrecht (Países Bajos) en las categorías de 100 y 200 metros. En ambos quedó lejos de puestos de honor, habiendo quedado en vigésimo primer lugar en los 100 (12,82 s.) y en decimoséptimo puesto en los 200 (26,49 s.).
En 2015 viajó a Colombia para participar en el Campeonato Mundial Juvenil de Atletismo que se celebró en la ciudad de Cali. En esta competición llegó a la semifinal en los 100 metros, quedando en décimo puesto con 11,79 segundos de marca, y quedó descalificada en los 200 metros al realizar una salida en falso. Al año siguiente, en el Campeonato Mundial de Atletismo Sub-20 de Bydgoszcz (Polonia) fue undécima en la competición de 100 metros, mejorando su marca hasta los 11,66 segundos.
Para 2017, su primera prueba fue en el Campeonato Europeo de Atletismo en Pista Cubierta de Belgrado (Serbia), donde en la categoría de 60 metros lisos, pese a tener un tiempo de 7,54 segundos, no le valió para llegar a la fase final, quedando en un trigésimo tercer lugar en la clasificación. Posteriormente, marchó hasta Grosseto (Italia), donde corrió en sus tres especialidades. En los 100 metros, quedó undécima tras superar la fase clasificatoria y caer en la semifinal (tiempo de 11,88 segundos), mientras que en los 200 metros quedó en el puesto 30.º (24,85 s) y en el 16.º en los relevos 4 × 100 metros (con marca 46,46 s).
En 2018, participó en el Campeonato de los Balcanes de Atletismo en Pista Cubierta, obteniendo su primera medalla de bronce al marcarse 7,49 segundos en la modalidad de 60 metros lisos. Poco después, en el Campeonato del Mediterráneo de Atletismo Sub-23 (Jesolo, Italia) se hacía con una nueva medalla, ahora de plata, por los 100 metros, con un tiempo de 11,59 segundos, obteniendo además un cuarto puesto en los relevos 4 x 100 metros, con 47,06 segundos. Más tarde, en el Campeonato Europeo de Atletismo de Berlín quedaba eliminada en la fase clasificatoria de los 100 metros, al no mejorar un tiempo de 11,61 segundos, que la dejó en el decimocuarto lugar.
En 2019 repetía podio en el Campeonato de los Balcanes de Atletismo en Pista Cubierta, ahora con su primer oro en los 60 metros, con un tiempo de 7,34 segundos. Volvería a repetir medallero en el Campeonato de los Balcanes de Atletismo celebrado en Pravets con un segundo lugar en los 100 metros y un primer puesto en los relevos de 4 x 100 metros. Encadenaría metales al lograr en el Campeonato Europeo de Atletismo por Equipos de Varaždin (Croacia) una de bronce en los 100 metros. En el Campeonato Europeo de Atletismo en Pista Cubierta de Glasgow quedó en undécimo puesto en los 60 metros; mejoró, pero quedándose fuera del podio en el Campeonato Europeo de Atletismo Sub-23, donde competía en los 100 metros; y acabaría la temporada viajando hasta Catar para participar en el Campeonato Mundial de Atletismo de Doha, donde acabó en trigésimo lugar en los 100 metros, con un tiempo de 11,39 segundos.

## Resultados

### Por temporada
| Representando a Israel | Representando a Israel                                    | Representando a Israel | Representando a Israel | Representando a Israel | Representando a Israel |
| ---------------------- | --------------------------------------------------------- | ---------------------- | ---------------------- | ---------------------- | ---------------------- |
| Año                    | Competición                                               | Lugar                  | Puesto                 | Modalidad              | Marca                  |
| 2013                   | Festival Olímpico de la Juventud Europea                  | Utrecht                | 21.ª (q)               | 100 metros             | 12,82 s.               |
| 2013                   | Festival Olímpico de la Juventud Europea                  | Utrecht                | 17.ª (q)               | 200 metros             | 26,49 s.               |
| 2015                   | Campeonato Mundial Juvenil de Atletismo                   | Cali                   | 10.ª (SF)              | 100 metros             | 11,79 s.               |
| 2015                   | Campeonato Mundial Juvenil de Atletismo                   | Cali                   | -                      | 200 metros             | DQ                     |
| 2016                   | Campeonato Mundial de Atletismo Sub-20                    | Bydgoszcz              | 11.ª (SF)              | 100 metros             | 11,66 s.               |
| 2017                   | Campeonato Europeo de Atletismo en Pista Cubierta         | Belgrado               | 33.ª (q)               | 60 metros              | 7,54 s.                |
| 2017                   | Campeonato Mundial Juvenil de Atletismo                   | Grosseto               | 11.ª (SF)              | 100 metros             | 11,88 s.               |
| 2017                   | Campeonato Mundial Juvenil de Atletismo                   | Grosseto               | 30ª (q)                | 200 metros             | 24,85 s.               |
| 2017                   | Campeonato Mundial Juvenil de Atletismo                   | Grosseto               | 16.ª (q)               | Relevos 4 x 100 metros | 46,46 s.               |
| 2018                   | Campeonato de los Balcanes de Atletismo en Pista Cubierta | Estambul               | 3.ª                    | 60 metros              | 7,49 s.                |
| 2018                   | Campeonato del Mediterráneo de Atletismo Sub-23           | Jesolo                 | 2.ª                    | 100 metros             | 11,59 s.               |
| 2018                   | Campeonato del Mediterráneo de Atletismo Sub-23           | Jesolo                 | 4.ª                    | Relevos 4 × 100 metros | 47,06 s.               |
| 2018                   | Campeonato Europeo de Atletismo                           | Berlín                 | 14.ª (q)               | 100 metros             | 11,61 s.               |
| 2019                   | Campeonato de los Balcanes de Atletismo en Pista Cubierta | Estambul               | 1.ª                    | 60 metros              | 7,34 s.                |
| 2019                   | Campeonato de los Balcanes de Atletismo                   | Pravets                | 2.ª                    | 100 metros             | 11,25 s.               |
| 2019                   | Campeonato de los Balcanes de Atletismo                   | Pravets                | 1.ª                    | Relevos 4 x 100 metros | 45,00 s.               |
| 2019                   | Campeonato Europeo de Atletismo por Equipos               | Varaždin               | 3.ª                    | 100 metros             | 11,64 s.               |
| 2019                   | Campeonato Europeo de Atletismo en Pista Cubierta         | Glasgow                | 11.ª (SF)              | 60 metros              | 7,32 s.                |
| 2019                   | Campeonato Europeo de Atletismo Sub-23                    | Gävle                  | 4.ª                    | 100 metros             | 11,48 s.               |
| 2019                   | Campeonato Mundial de Atletismo                           | Doha                   | 30ª (q)                | 100 metros             | 11,39 s.               |
| 2021                   | Juegos Olímpicos                                          | Tokio                  | 4.ª (H7)               | 100 metros             | 11,27 s.               |
| 2022                   | Campeonato Mundial de Atletismo en Pista Cubierta         | Belgrado               | 6.ª (SF1)              | 60 metros              | 7,20 s.                |
| 2022                   | Campeonato Mundial de Atletismo                           | Eugene                 | 5.ª (H3)               | 100 metros             | 11,41 s.               |
| 2022                   | Campeonato Europeo de Atletismo                           | Múnich                 | 3.ª (SF3)              | 100 metros             | 11,36 s.               |

### Mejores marcas
| Disciplina                 | Marca        | Lugar         | Fecha                   |
| -------------------------- | ------------ | ------------- | ----------------------- |
| 60 metros (exterior)       | 7,23 s.      | Rishon LeZion | 27 de febrero de 2022   |
| 60 metros (pista cubierta) | 7,20 s. (NR) | Belgrado      | 18 de marzo de 2022     |
| 100 metros                 | 11,25 s.     | Pravets       | 2 de septiembre de 2019 |
| 200 metros                 | 23,78 s.     | Tel Aviv      | 5 de julio de 2018      |
| Relevos 4 x 100 metros     | 44,79 s.     | París         | 24 de agosto de 2019    |